# Ga đại học Hanyang
Ga Đại học Hanyang (Tiếng Hàn: 한양대역, Hanja: 漢陽大驛) là ga tàu điện ngầm trên Tàu điện ngầm Seoul tuyến 2 nằm ở Haengdang-dong, Seongdong-gu, Seoul. Nhà ga này có dạng nhà ga bán ngầm do địa hình xung quanh. Một phần của nhà ga nằm ngầm trong khuôn viên Đại học Hanyang.

## Lịch sử
- 30 tháng 6 năm 1983: Tên ga được quyết định là Ga Đại học Hanyang[2]
- 16 tháng 9 năm 1983: Bắt đầu hoạt động với việc khai trương Tàu điện ngầm Seoul tuyến 2 đoạn Euljiro 1(il)-ga ~ Seongsu

## Bố trí ga
| Wangsimni ↑   |
| \| Vòng ngoài |
| ↓ Ttukseom    |

| Vòng ngoài | ● Tuyến 2 | ← Hướng đi Wangsimni · Sindang · Euljiro 1(il)-ga · Tòa thị chính |
| Vòng trong | ● Tuyến 2 | → Hướng đi Seongsu · Đại học Konkuk · Jamsil · Gangnam →          |

## Xung quanh nhà ga
| Lối ra \| 나가는 곳 \| Exit \| 出口 | Lối ra \| 나가는 곳 \| Exit \| 出口 |
| ----------------------------------- | --- |
| 1                                   | Bệnh viện Đại học Hanyang Đại học Hanyang Trường trung học cơ sở và trung học phổ thông Đại học Hanyang Trường trung học cơ sở Dongma Trung tâm phúc lợi người cao tuổi Seongdong Majang SHville APT Trung tâm cộng đồng Sageun-dong |
| 2                                   | Bệnh viện Đại học Hanyang Đại học Hanyang Đại học Điện tử Hanyang Đại học nữ Hanyang Chợ Hanyang Trường tiểu học Hanyang |
| 3                                   | Công viên thể thao Salgoji Nhà thi đấu Olympic Nhà hát nghệ thuật Hanyang Depot Gunja của Tổng công ty Vận tải Seoul |
| 4                                   | Trung tâm nghệ thuật Seongdong (Sowol Art Hall) Trung tâm cộng đồng Haengdang 1-dong Thư viện quận Seongdong Sở cứu hỏa Seongdong Trường trung học cơ sở Haengdang Trường trung học Deoksu (Haengdang)                               |

## Hình ảnh

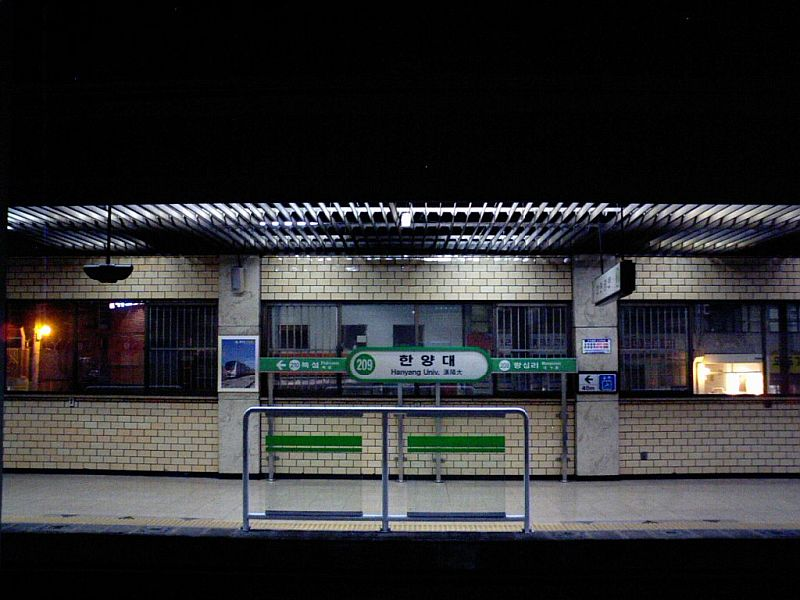
Sân ga (Trước khi lắp đặt cửa chắn)
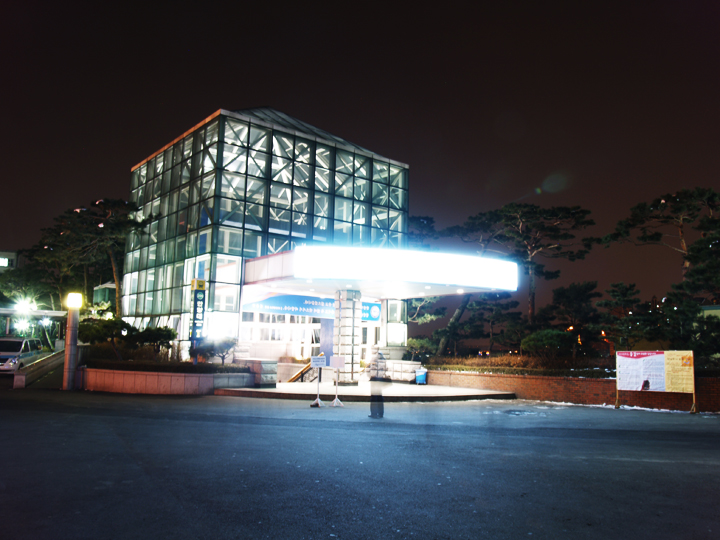
Lối ra 2
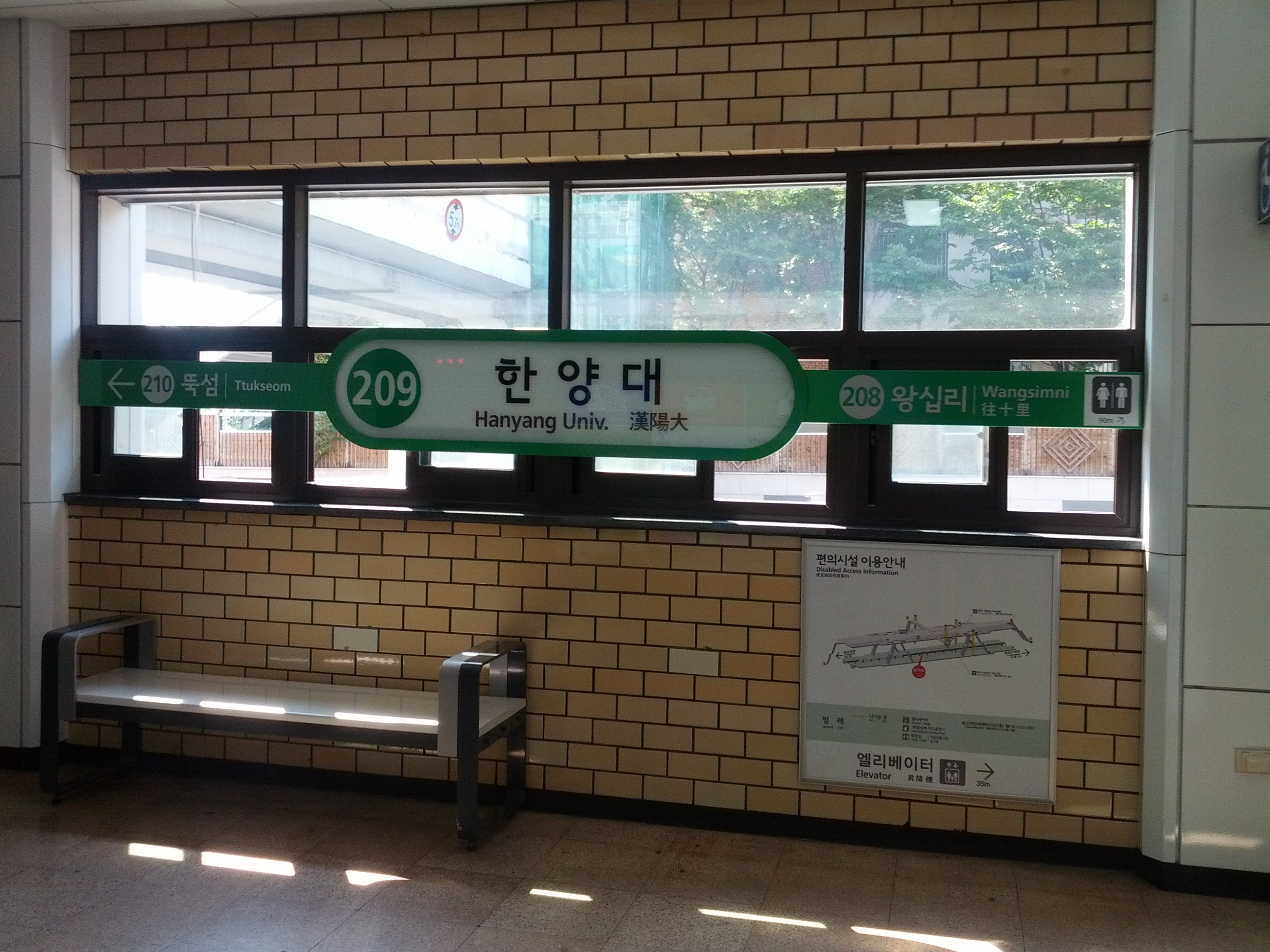
Bảng tên ga